# Pinhal Litoral
Pinhal Litoral ist eine statistische Subregion Portugals. Sie ist Teil der Região Centro und des Distriktes Leiria. Im Norden grenzt Baixo Mondego, im Osten Pinhal Interior Norte und Médio Tejo, im Süden Lezíria do Tejo und im Westen Oeste und der Atlantik an die Subregion. 
Fläche: 1741 km². Bevölkerung (2001): 249 596. 
Die Subregion unterteilt sich in die folgenden 5 Kreise:
- Batalha
- Leiria
- Marinha Grande
- Pombal
- Porto de Mós